# アメリカン・マシン・アンド・ファウンドリー
アメリカン・マシン・アンド・ファウンドリー (American Machine and Foundry) （1970年以降はAMF.Incとして知られる。）は、アメリカ合衆国で240以上のボウリングセンターを運営する企業である。かつてはアメリカ最大のレクリエーション機材を生産、販売する企業であり、取扱品目は園芸器材、原子炉、ヨットと幅広く多様化した。
同社は1900年に、初の自動タバコ製造器を発明したルーファス・L・パターソンによって設立された。当初はニュージャージー州で創業したが、後にブルックリンに移転する。同社はタバコや縫製機器を製造し始めた。第二次世界大戦後はボウリング事業に参入、自動ボウリング機器やボウリングセンターの経営は収益性の高い事業となった。1950年には自転車製造に参入した。同社はかつてテニスラケットの主要メーカーであり、「平和のための原子力」計画における研究用原子炉の主要メーカーでもあった。AMFは、第二次世界大戦後にドワイト・D・アイゼンハワー大統領が言った「軍産複合体」の典型であった。
1950年代後半の同社の副会長はウォルター・ベデル・スミスであった。彼は陸軍少将であり、アイゼンハワーの戦時参謀長、トルーマン政権下でのソ連大使であった。彼は後に第4代CIA長官も務めた。
1980年代中頃まで同社の民生品は動力付き模型飛行機、スキー板、芝生及び園芸器材、ベン・ホーガンブランドのゴルフクラブ、ボイトブランドのボール、フィットネスバイク及びエクササイズ用品、ハッテラス・ヨット、アルコート・セイルボート、ニンブル・バイシクル、動力付自転車、モペッド、スクーバ器材であった。しばらくの間、AMFはハーレーダビッドソンを所有していた。生産設備の老朽化と品質管理問題の増加は、1970年代後半から1980年代前半にかけての販売不振の原因となった。大幅に多様化した生産品目は効率的に管理するのが困難であることが判明し、一連の損失を被った後に、同社は生産品目の大部分を売却し始めた。

## ボウリングセンターと原子炉
1943年、ルーファス・パターソンの息子、モアヘッド・パターソンがAMFを買収した。第二次世界大戦が終わると、パターソンは同社が「成長か死か」と、業種の変換を決心した。同社の戦後のベンチャーの一つは「AMFアトミック」であった。これは「アメリカ陸軍補給部のバルク食品照射プログラム」向けの「低線量照射装置」製造であった。大成功したヘッドハンティングは、ウォルター・ベデル・スミスの採用であった。スミスはペンタゴンや国務省、中央情報局でリーダーシップを発揮し、AMFを1950年代から1960年代にかけて軍産複合体の主軸とした。1950年代後半に同社はイスラエルのソレーク原子力研究センターに建設される「小型1MWスイミングプール型原子炉」の設計と建造を受注した。これはイスラエルが同時期にフランスの援助を得て軍事目的のより大型な原子炉を建設していたという事実を隠蔽するのに短期間役立つこととなった。
パターソンは自動ボウリングピンセッターの試作機と出会う。この発明を発展させるためパターソンは株の一部を売却して現金を準備し、8つの小規模な会社を買収した。レスリー・レヴァークが開発した技術を取り入れ、AMFの「ピンスポッター」は1951年に発売、ボウリングをアメリカで最も人気のある競技スポーツにするのを手助けした。
1985年にバージニア州リッチモンドの民間投資グループ、コモンウェルス・ヴェンチャーズがAMFのボウリング部門を2億2500万ドルで買収、AMFボウリング・カンパニーが設立された。同社は後にAMFボウリング・ワールドワイドとして知られるようになる。同部門はAMFボウリングセンターを運営し、ニューヨーク州ロウビルの工場でボウリングのピンやレーンを、オハイオ州シェルビーの工場で関連機材を生産していた。新しいオーナーは2つの工場が1986年に創り出した700万ドルの損失を取り戻し、会社の競争力を高めるため1,000万ドルの費用を削減、172名の非交渉単位従業員を一時解雇した。コモンウェルスがボウリング部門を買収する数ヶ月前には、24 %の賃金カットと14 %の給付カットがシェルビー工場の従業員と交渉されていた。しかしながらAMFボウリングは1950年代から操業を続けていたシェルビー工場を1988年に閉鎖した。
新しいオーナーもボウリングセンター・ビジネスを甦らせるためにほぼ5億ドルを費やした。そして1995年までに同社はアメリカ国内最大のボウリングセンターオーナーとなった。1996年にゴールドマン・サックスがコモンウェルス・ヴェンチャーズに14億ドルを支払い、AMFを買収した。会社の当時の戦略は、アミューズメント複合施設の全国チェーン展開を目的として、更なるボウリングセンター資産を買収しそれらを整備することになっていた。ボウリングセンター部門の拡大（および、以降の収縮）についての詳細はAMFボウリングセンターを参照のこと。
AMFボウリングは1997年11月にニューヨーク証券取引所に上場した。1998年に業績が悪化し株価は急落、拡大計画は保留状態とされた。1999年に業務の縮小が決定された。2000年までに同社は10億ドル以上の負債を抱え、上場廃止とされた。
AMFボウリングは2001年4月に初めて連邦倒産法第11章に従って破産した。コード・ヘネシー&シモンズ社が2004年に同社の破産を回避するため6億7000万ドルを投じて買収した。
2005年、AMFボウリングの生産部門と、イタリアを拠点とするキュービカ・ワールドワイドが50/50の出資比率で合弁事業、キュービカAMFワールドワイドを設立した。この合弁でキュービカの自動得点技術とAMFボウリングのレーン器材およびピンセッター技術が融合された。
2007年、新会社の900グローバルがAMFのロゴ入りボウリング球の販売権利を買収した。（2014年2月にボウリング球メーカー、ストーム・プロダクツの社長が900グローバルに対する重要な投資を行った）
AMFボウリングは2012年11月に再び連邦倒産法第11章に従って破産した。その関連書類で同社は1998年以降リーグのメンバーシップが36 %減少し、そして資産の売却に失敗したと述べている。
2013年、AMFボウリングは破産を回避するためストライク・ホーディングスLLC（ボウリングセンターをボウルモアが運営する）に合併し、資産の50 %がキュービカAMFの管理となり、アメリカ合衆国とメキシコ国内のボウリングセンターはボウルモアAMFが運営することとなった。

## 自転車製造
1950年、クリーブランド・ウェルディング・カンパニーから子供及び若者向け自転車のブランドである「ロードマスター」を買収した後、AMFは新設したAMFホイールグッズ部門で自転車製造に参入した。1953年の長期労働ストの後、AMFは自転車生産をオハイオ州クリーブランドのUAWが組織化した工場から、アーカンソー州リトルロックの新工場に移転した。新工場は大幅に自動化され、1マイル以上のベルトコンベアを装備した6つの別々のシステムを特徴とし、その中には静電塗装システムも含まれた。
ベビーブームの余波で標的市場が増加したことを利用し、AMFは製品ラインを多様化することができた。そして、1950年に「Vitamaster」の商標で運動器具を追加した。自転車の需要は拡大し続け、同社はそれに応じるため新しい製造施設を必要とした。1962年に製造をイリノイ州オルニーに移転した。そこには122-エーカー (0.49 km2)の新工場が建設された。同工場は1990年代まで同社の主要な自転車製造拠点であった。
20年に亘って一貫して成長した後、親会社からの長期間の管理下にあったAMFホイールグッズ部門は企業経営とわずかに収益性の高い製品ラインの層で行き詰まった。会社のかつての誇りであった「ロードマスター」シリーズは、製造品質、技術規格共に最低記録に低下した。オルニー工場で製造される自転車は品質がひどく、いくつかの中西部の自転車店はそれらの修理を拒否した。そして、それらに手間と労力がどんなにつぎ込まれたとしても、しっかり直すことはできないだろうと主張した。同部門の品質と外部との競争に関する問題は1979年のアメリカ映画「ヤング・ゼネレーション」の中で要約された。同作の中では中古のAMF「ロードマスター」が「リトル500」自転車レースで使用された。このようなプロダクトプレイスメントにもかかわらず、映画の主人公はイタリア製の軽量ロードレーサー「マージ」を明確に選択した。そして、古い「ロードマスター」を「クズのかけら (piece of junk) 」と馬鹿にした。
1997年、ロードマスター自転車部門はブランズウィック・コーポレーションに売却された。しかし、アメリカ合衆国における低コストで大衆市場向けの自転車製造は外国との競争に直面し、実行が不可能だったことが既に明白になっていた。1999年にアメリカ国内での全てのロードマスターの生産は終了した。ブランズウィックは自転車部門と「ロードマスター」のブランドをパシフィック・サイクルに売却し、パシフィックは新たな「ロードマスター」シリーズを台湾と中国で生産し輸入販売した。パシフィックは現在もオルニー工場を同社のオフィスおよび製品目録と集配センターとして使用している。

## その他の製品

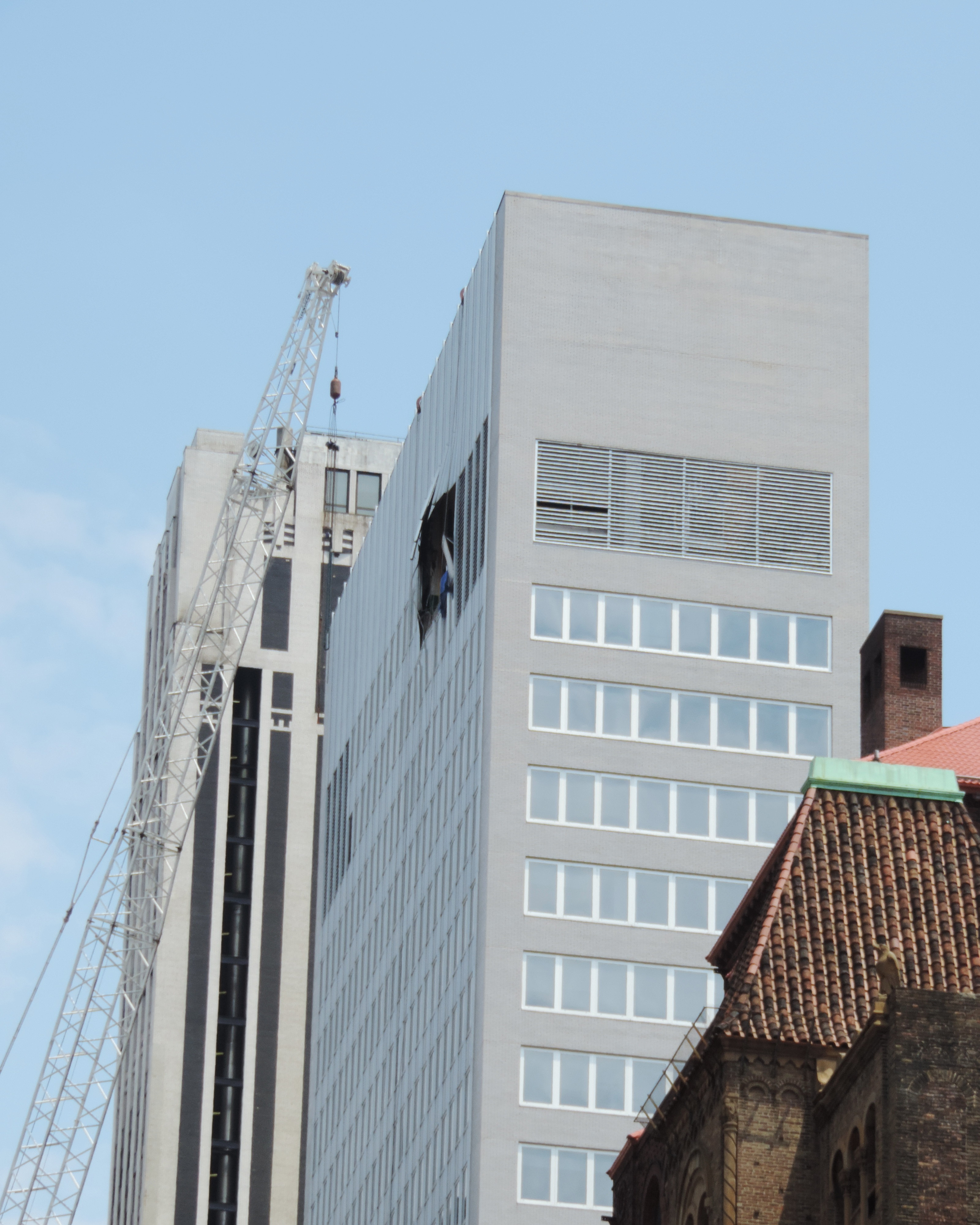
かつてのAMFビルディング、マディソン街261番地

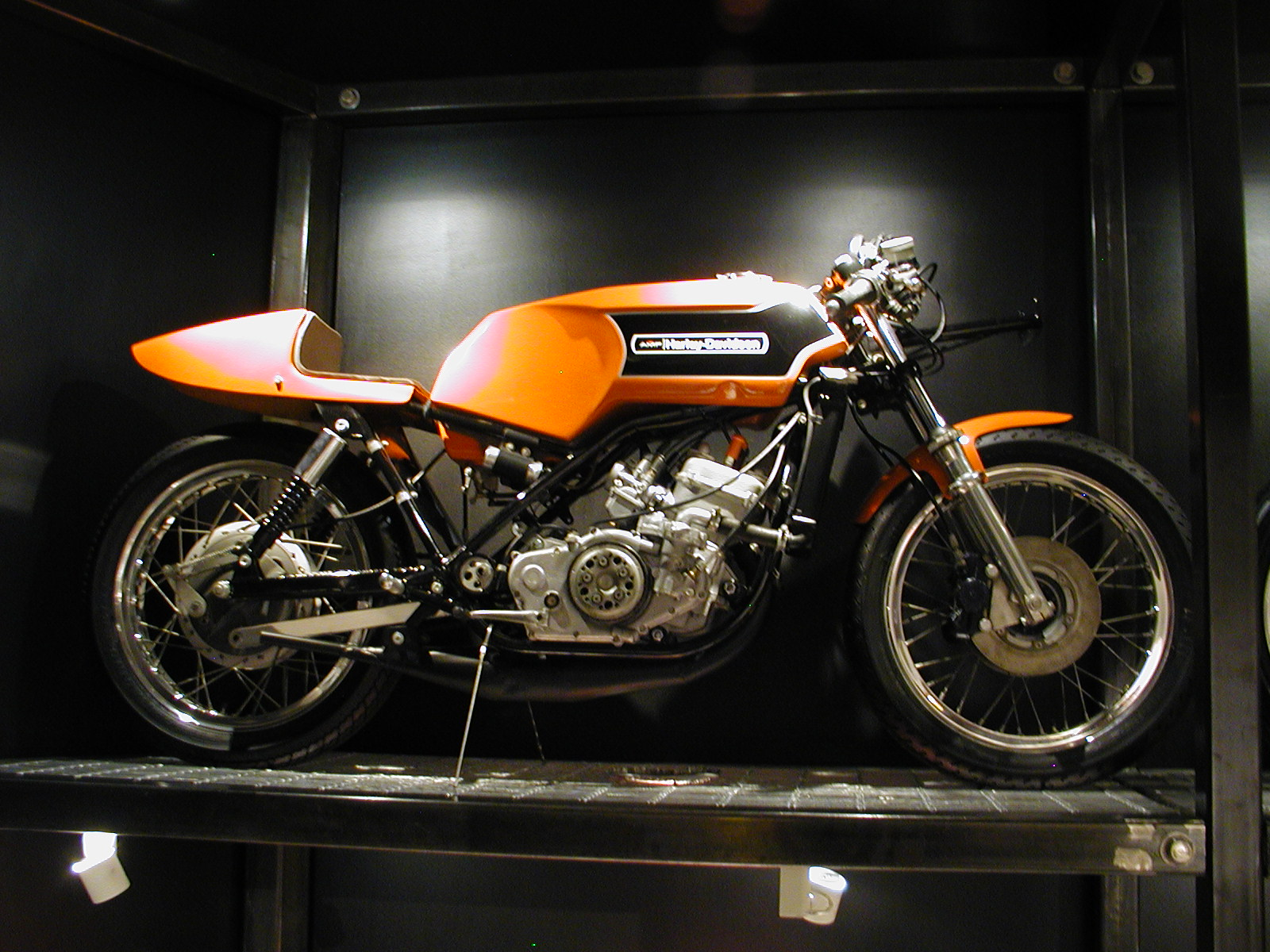
1975年 AMFハーレーダビッドソン・250

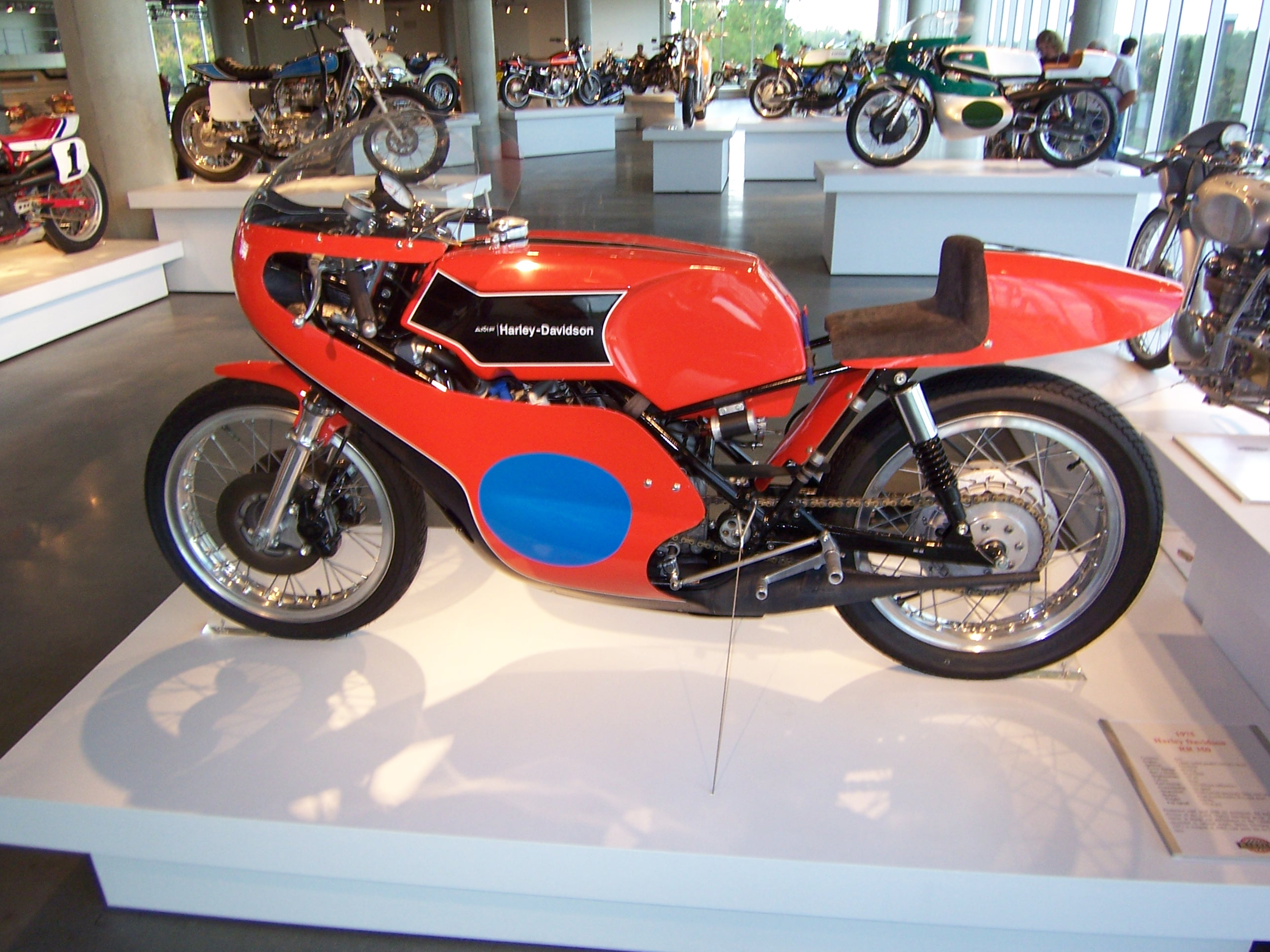
1975年 AMFハーレーダビッドソン・350

1949年にアメリカン・マシン・アンド・ファウンドリーはプレッツェルの撚り機械を開発した。それは1分間に50個の割合でプレッツェルを撚り、熟練した作業工が手作りする2倍の個数を製造し、自動でベーキングと加塩プロセスに送り出すことができた。
レクリエーション用器機のラインを拡大するために、AMFはW.J.ボイト社（ゴム底、スキューバ・ギア）、ベン・ホーガン社（ゴルフ器材）とウエン-マック株式会社（エンジン動力の模型飛行機）を買収した。
1961年までにAMFは17カ国中に点在する42の工場、19の研究施設を管理し、リモコンのおもちゃの飛行機からICBM発射システムまで様々な製品を生産した。
AMFはタイタンとアトラスICBMの発射サイロの建築を担当し、加えてミニットマン・ミサイルの移動発射システムを開発した。
1950年代後半から1960年代前半にかけて、同社は原子炉の製造においてジェネラル・ダイナミクスと接戦を演じた。AMFはパキスタンとイランに対して両国とも初となる原子炉を販売した。ピーター・カーターは平和のための原子力プログラムの下でパキスタン及びイランでAMF製の原子炉を建造した若き技術者の1人であった。
1953年に同社は本社オフィスをマディソン街261番地に建設された国際様式の高層オフィスビルに移転した。ネーミングライツが与えられ、AMFのロゴがマンハッタンスカイラインに輝いた。ボウリング部門は肥大化したため、1960年にロングアイランドに移転した。会社の本部は1971年にホワイト・プレインズに再び移転した。
1960年代初期、アメリカン・マシン・アンド・ファウンドリーはフランスのSAFEGE社と協同でアメリカの各都市にモノレールを設計、建設した。AMFモノレールは1964年のニューヨーク万国博覧会で公開され、博覧会のアミューズメントセクションの周りを高架で周回した。それは将来の輸送の実用的な形として示された。
1971年、アメリカン・マシン・アンド・ファウンドリーはAMFと改名した。同社は長年に亘って多種多様なスポーツ及びレジャー器材を製造し、その中には「ロードマスター」自転車、ハーレーダビッドソン・オートバイ（1969年 - 1981年）、ヘッド・ブランドのスキー板およびテニスラケット（1969年 - 1985年）、スノーモービル、芝生および園芸器材、ベン・ホーガンブランドのゴルフクラブ（1960年 - 1985年）、ボイトブランドのボール、フィットネスバイク及びエクササイズ用品、動力付自転車、モペッド、スリッククラフト・パワーボート（1969年 - 1980年）、アルコート・セイルボート（1969年 - 1986年）、ハッテラス・ヨット、スクーバ器材が含まれた。
1970年代後半、AMFはその多種多様なレジャー関連製品について「AMF、我々は週末を作ります ("AMF, we make weekends")」のコピーでテレビコマーシャルキャンペーンを行った。AMFは短期間（1949-60）、デウォルト・ツールズを所有し、AMFブランドで体操器具を製造した。体操部門は後にアメリカン・アスレチック (AAI) として独立し、AMFと同じロゴを使用したがテキストは異なった。新たに改良されたフィットネスバイクは「Computrim」の商品名で、電子心拍モニターを初めて取り入れた物として開発された。AMFはまた、アイオワ州メイソンシティのアトラス・レクリエーショナル・ビークルズを買収、レクリエーション用モーターホーム部門を設立したが、1970年代初期の燃料機器の後、重苦しい喪失感を残して解散された。
同社は1970年にイギリス企業のヴェナーを買収し、しばらくのあいだタイムスイッチを製造していた。

## 終焉
1970年代後半までにAMFは困難に直面した。安定した経営の欠如（1972年から1982年にかけて10人の社長が就任した）、老朽化した生産設備、上昇する人件費、そして、ホワイト・プレインズ本部から多数の生産部門に対する非効率的な管理は、売り上げと利益の継続的な低下に影響した。松下電器産業のような日本の大企業とは異なり、AMFは市場において1位または2位の立場に無い商品部門を廃止するという企業ポリシーを持っていなかった。AMFはなじみの薄い市場で新会社の買収を続け、同時に中核事業を近代化及び再編成するのに失敗した。その結果、1970年代後半から1980年代初期にかけて同社は年平均800万ドルを失った。一部の子会社は売却されたが、その中には1981年のハーレーダビッドソンも含まれた。
イタリアのスキューバダイビング用品メーカー、マレスはしばらくの間AMFの傘下にあり、以前ボイトが製造していたMR-12レギュレーターの権利を得て、製造を続けることができた。AMFは後にマレスを売却し、マレスは独立メーカーに戻った。同社は結局世界的なスポーツ用品会社であり、皮肉なことに以前AMFの傘下にあったヘッドの一部門となった。
1985年にAMFはミネアポリスを拠点とし投資家のアーウィン・L・ジェーコブスの配下にある持株会社のミンスター・インクによって敵対的買収された。ジェーコブスはAMFを手に入れると、様々な部門を見切り売りしていった。

## 参照
1. ↑  “AMF Bakery”. 2014年2月18日閲覧。
2. ↑  “AMF Reece”. 2014年2月18日閲覧。
3. ↑  https://www.amf.com/about
4. 1 2 3 4 5  Diversified Success, Time Magazine, 19 May 1961
5. 1 2  “The Eisenhower Administration and the Discovery of Dimona: March 1958-January 1961”. http://nsarchive.gwu.edu.   National Security Archive (2015年4月15日). 2015年4月17日閲覧。
6. ↑  “AMF nuclear engineering brings you advanced. ..RADIATION PROCESS EQUIPMENT”. http://blog.modernmechanix.com.   Modern Mechanix (1956年5月). 2015年4月17日閲覧。
7. ↑  US Census Most popular sport
8. 1 2 3 4  “AMF Bowling Worldwide, Inc. History”. 2014年5月29日閲覧。
9. ↑  “AMF gains control of Fair Lanes”. 1995年1月11日閲覧。
10. ↑  Goldblatt, Henry (1997年3月3日). “The Big Name in Bowling Is... Goldman Sachs?”. CNN Money
11. ↑  “AMF Bowling, Inc. History”. 2014年2月1日閲覧。
12. 1 2  Palank, Jacqueline (2012年11月14日). “AMF Bowling Seeks Bankruptcy Protection - WSJ.com”. Online.wsj.com
13. ↑  “The History of QubicaAMF Worldwide”. 2013年2月19日閲覧。
14. ↑  900 Global Article
15. ↑  “Storm Announces Global Investment, New Titles”.   Bowler's Journal International. 2014年2月24日閲覧。
16. ↑  “AMF Bowling files for Chapter 11 bankruptcy protection”. NYPOST.com. (2012年11月14日)
17. ↑  “AMF Bowling completes merger with Bowlmor”. (2013年7月2日).  オリジナルの2013年7月2日時点におけるアーカイブ。
18. ↑  Petty, Ross D., Pedaling Schwinn Bicycles: Marketing Lessons for the Leading Post-World War II U.S. Bicycle Brand, Babson College, MA (2007), p. 5 Article
19. ↑  Petty, Ross D., Pedaling Schwinn Bicycles, p. 5
20. ↑  Vandewater, Judith, Vandewater, Judith, Bike Maker Is on the Road Again, St. Louis Post-Dispatch, 7 July 1985
21. ↑  Breaking Away, Tesich, Steve (screenwriter), Yates, Peter (director), distributed by 20th Century Fox, released 13 July 1979
22. ↑  Sands, David R., Chinese Bikes Ruled No Threat To U.S. Makes, The Washington Times, 5 June 1996
23. ↑  “Machine Speeds Pretzel Bending”.   Modern Mechanix (2009年2月6日). 2013年11月28日閲覧。
24. ↑  Nucleonics,  McGraw-Hill.,vol. 21, 1963, p. 30
25. ↑  How to Dispose of Radioactive Wastes,  Peter Karter, Electric Light & Power, 1967, Page 3
26. ↑  Mastermind of the MRF Logsdon, Gene. BioCycle. Emmaus: Apr 1993. Vol. 34, Iss. 4; pg. 49, ff.
27. ↑  “American Machine and Foundry Co”. www.gracesguide.co.uk. 2016年7月17日閲覧。
28. ↑  Panasonic Bicycles Yellow Jersey 2007
29. ↑  Head Company history
30. ↑  Daniels, Lee A. (1985年6月15日). “AMF Agrees to Offer By Jacobs of $24 a Share”. The New York Times 2011年7月27日閲覧。